# Claës König
Claës Henrik Magnus König (Stockholm, 15 januari 1885 - Allerum, 25 november 1961) was een Zweeds ruiter, die gespecialiseerd was in springen.
Tijdens de Olympische Zomerspelen 1920 won König de gouden medaille in de landenwedstrijd springconcours.
König won met de Zweeds ploeg tijdens de Olympische Zomerspelen 1924 in het Franse Parijs de zilveren medaille in de landenwedstrijd eventing.

## Resultaten
- Olympische Zomerspelen 1920 in Antwerpen  springenconcours met Trésor
- Olympische Zomerspelen 1924 in Parijs  eventing landenwedstrijd met Bojan
- Olympische Zomerspelen 1924 in Parijs 5e eventing met Bojan

1912: Lewenhaupt, Kilman, von Rosen ·
1920: König, von Rosen, Norling ·
1924: Thelning, Ståhle, Lundström ·
1928: Navarro, Álvarez, García ·
1936: Hasse, von Barnekow, Brandt ·
1948: Mariles, Uriza, Valdés ·
1952: White, Stewart, Llewellyn ·
1956: Winkler, Thiedemann, Lütke-Westhues ·
1960: Winkler, Thiedemann, Schockemöhle ·
1964: Schridde, Jarasinski, Winkler ·
1968: Day, Gayford, Elder ·
1972: Ligges, Wiltfang, Steenken, Winkler ·
1976: Parot, Rozier, Roguet, Roche ·
1980: Tsjoekanov, Poganovsky, Asmaje, Korolkov ·
1984: Fargis, Homfeld, Burr Howard, Smith ·
1988: Beerbaum, Brinkmann, Hafemeister, Sloothaak ·
1992: Raijmakers, Romp, Tops, Lansink ·
1996: Sloothaak, Nieberg, Kirchhoff, Beerbaum ·
2000: Beerbaum, Nieberg, Ehning, Becker ·
2004: Wylde, Ward, Madden, Kappler ·
2008: Ward, Kraut, Simpson, Madden ·
2012: Skelton, Maher, Brash, Charles ·
2016: Rozier, Staut, Bost, Leprévost ·
2020: von Eckermann, Baryard-Johnsson, Fredricson ·
2024: Maher, Charles, Brash
- Gemeinsame Normdatei: 1089913850
- Virtual International Authority File: 378145857944323021242